# Trachylepis paucisquamis
Trachylepis paucisquamis (тропічна мабуя) — вид сцинкоподібних ящірок родини сцинкових (Scincidae). Мешкає в Західній Африці.

## Поширення і екологія
Тропічні мабуї поширені від Сьєрра-Леоне і південно-східної Гвінеї через Ліберію і Кот-д'Івуар до Гани. Вони живуть у вологих тропічних лісах та на плантаціях, на висоті до 600 м над рівнем моря.